# Hospital de Niños y Cunas
El Hospital de Niños y Cunas era un centro asistencial pediátrico ubicado en la ciudad chilena de Viña del Mar.

## Historia
Su historia se remonta a 1914, gracias a la unión de damas católicas que crean la fundación de beneficencia "Cunas de Viña del Mar" obteniendo el mismo año la personalidad jurídica se transforma en el Hospital de Niños y Cunas, bajo el amparo y colaboración de las religiosas alemanas "Siervas del Espíritu Santo".
En 1932, la sociedad constituida, pasa a denominarse "Hospital de Niños y Cunas", que daba paso a un servicio de urgencias, quirúrgicos y de alta complejidad para al atención de los menores y el apoyo de la Armada de Chile, ya que en esos años, la Armada, mantenía en un edificio anexo su servicio de Pediatría, con lo que el Hospital se potenció en la reciente creada unidad.
Se ha transformado en un centro hospitalario especializado en pediatría para la Región de Valparaíso, ya que su nivel en tecnología y especialización de su cuerpo médico lo catalogan como uno de los centros de salud especializada más importantes de Chile.
El Hospital de Niños de Viña del Mar anunció en febrero del año 2024 que cerrará de forma definitiva tras 100 años funcionamiento debido a la profundización de la “crisis financiera”.

## Servicios Clínicos
- Cirugía
- Pabellón
- Pediatría
- Urgencia
- Imagenología
- Laboratorio
- Otorrinolaringología